# Dīv Dasht
Dīv Dasht (persiska: ديو دشت) är en ort i Iran.   Den ligger i provinsen Mazandaran, i den norra delen av landet, 150 km nordost om huvudstaden Teheran. Dīv Dasht ligger 25 meter över havet och antalet invånare är 485.
Terrängen runt Dīv Dasht är platt. Runt Dīv Dasht är det tätbefolkat, med 286 invånare per kvadratkilometer. Närmaste större samhälle är Babol, 10,9 km nordväst om Dīv Dasht. Trakten runt Dīv Dasht består till största delen av jordbruksmark.